# はじめロベルト
はじめロベルト（Hajime Robert、1985年7月30日 - ）は、東京都出身のタレント。アミューズモデルス→アミューズに所属していた。
日本、ドイツ、ベトナムのクオーター。
趣味は、水泳、スノーボード、音楽鑑賞、テニス。2002年に札幌市民芸術祭で合唱コンクールKiller Queenを受賞。
2005年から芸能生活を始めて、2007年に、TBSの大好き!五つ子GO3!!に出演し、CM出演などにも参加していた。

## テレビ出演
- 大好き!五つ子GO3!!（2007年7月 - 8月、TBS）- 佐伯秀人 役

## 映画
- ワルボロ（東宝映画）

## CM
- イーオン
- 文化学院
- 洋服の青山

## スチール
- 就職ジャーナル